# Pål Cappelen
Pål Cappelen (ur. 17 lutego 1947 w Oslo) – norweski piłkarz ręczny, reprezentant kraju, olimpijczyk. Występował w klubie SK Arild z Oslo.
Cappelen był w składzie reprezentacji Norwegii podczas igrzysk olimpijskich 1972 odbywających się w Monachium. Zagrał we wszystkich trzech meczach pierwszej fazy grupowej, w której jego zespół odniósł jedno zwycięstwo, remis i porażkę. Norwegowie nie awansowali do kolejnej rundy, ponieważ mieli gorszy bilans bramkowy niż mający tyle samo punktów reprezentanci Niemiec Zachodnich. Ostatecznie zajęli 9. miejsce w turnieju.